# Busy Little Bears
Busy Little Bears ist ein US-amerikanischer Kurzfilm aus dem Jahr 1939. 

## Handlung
Drei junge Bären entdecken ihre Umgebung in der Sierra Nevada und begegnen anderen Tieren. Nach ihren Abenteuern in den Wäldern suchen sie die Küche eines Ranchhauses auf, schlagen sich dort den Bauch voll und ruhen sich ein wenig aus.

## Auszeichnungen
1940 wurde der Film in der Kategorie Bester Kurzfilm (One-Reel) mit dem Oscar ausgezeichnet.

## Hintergrund
Die Premiere der Produktion von Paramount Pictures fand am 20. April 1939 statt.
Die Dreharbeiten fanden in der Sierra Nevada, einem Gebirgszug im US-Bundesstaat Kalifornien, statt.